# Desiderio Marchesi
Desiderio Marchesi (Sant'Angelo Lodigiano, 24 luglio 1950) è un ex calciatore italiano, di ruolo attaccante.

## Carriera
Cresciuto calcisticamente nelle giovanili del Milan, senza riuscire ad arrivare in prima squadra, trascorre la prima parte della sua carriera in Serie C, centrando la promozione in Serie B con l'Avellino nella stagione 1972-1973, contribuendo con 12 reti all'attivo.
A fine stagione viene acquistato dal Cagliari, con cui esordisce in Serie A nella stagione 1973-1974, nella quale totalizza 17 presenze, con all'attivo una rete nel pareggio interno col Verona
L'annata successivo viene mandato in prestito al Pescara in Serie B (7 gol realizzati), quindi fa ritorno in Sardegna dove, nella stagione 1975-1976 chiusa dai rossoblu all'ultimo posto, non va mai a segno nelle 10 partite disputate.
Si trasferisce quindi al Catania in Serie B; anche in Sicilia resta a digiuno di realizzazioni. Prosegue la carriera in Serie C, chiudendo l'attività nella squadra della sua città, il Sant'Angelo.
In carriera ha collezionato complessivamente 27 presenze ed una rete in Serie A e 53 presenze e 7 reti in Serie B. Ha giocato inoltre diverse partite con la nazionale semiprofessionisti, segnandovi anche alcuni gol.

## Palmarès

### Club

#### Competizioni nazionali
- Serie C: 1

Avellino: 1972-1973

#### Competizioni internazionali
- Coppa dei Campioni: 1

Milan: 1968-1969